# Tricorder
Un tricorder és un sensor de mà fictici que existeix a l'univers Star Trek. El tricorder és un dispositiu de mà multifuncional que pot realitzar escanejos ambientals, enregistrament de dades i anàlisi de dades; d'aquí la paraula "tricorder" per referir-se a les tres funcions de detecció, enregistrament i computació. A les històries de Star Trek, els dispositius són proporcionats per l'organització fictícia Flota Estel·lar.

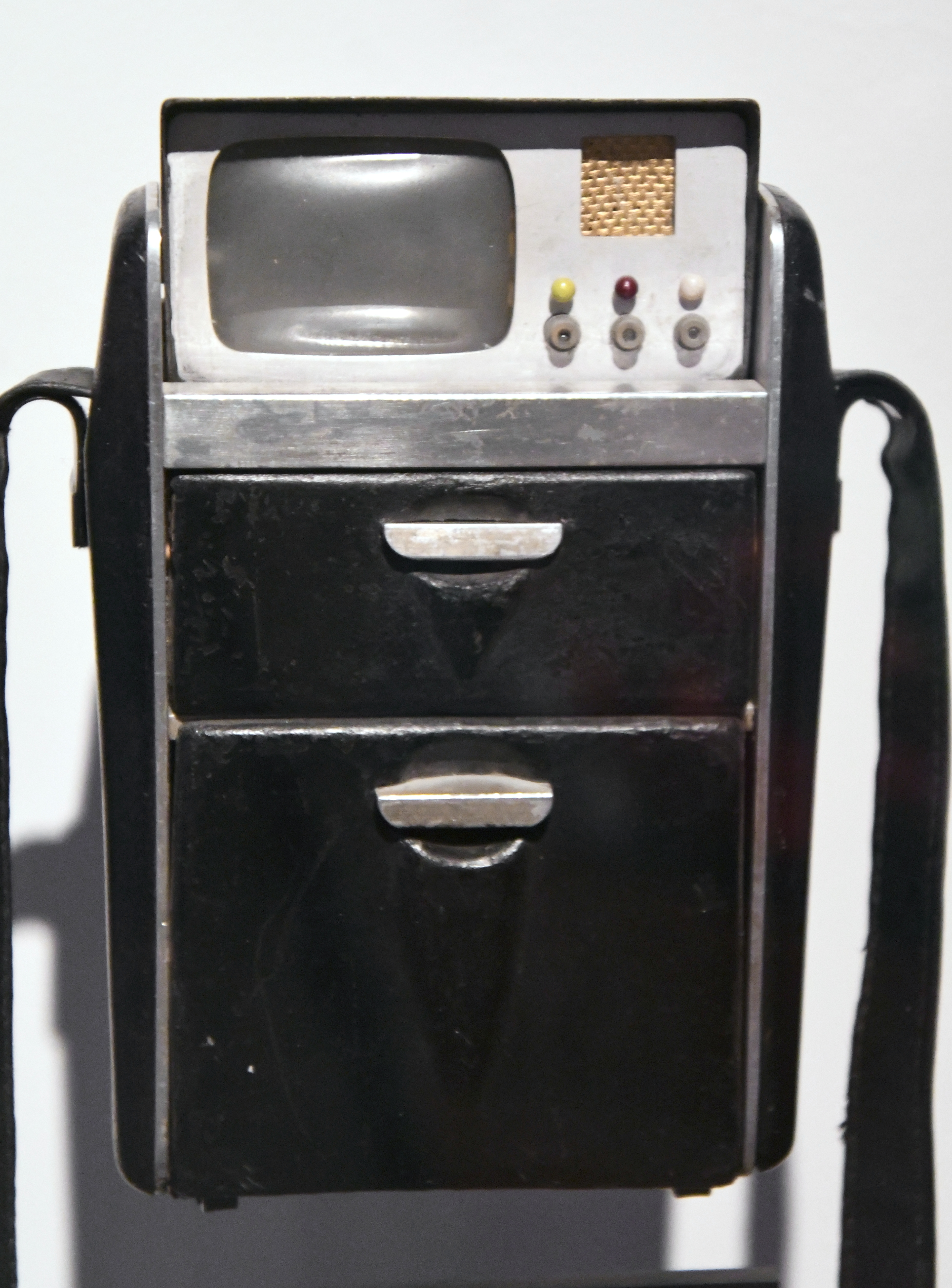
Tricorder de la Sèrie Original

L'accessori físic original del tricorder va ser dissenyat per Wah Chang i va aparèixer a "El parany home" el 1966, el primer episodi de Star Trek que es va emetre.

## Tipus
El tricorder del segle XXIII, tal com es veu a Star Trek: La sèrie original, és un dispositiu rectangular negre amb una caputxa giratòria muntada a la part superior, dos compartiments oberts i una corretja per a l'espatlla. La part superior pivota i s'obre, deixant al descobert una petita pantalla i botons de control. Quan està tancat, s'assembla a una gravadora de cinta portàtil.
Als espectacles apareixen tres variants principals. El tricorder estàndard és un dispositiu d'ús general que s'utilitza principalment per explorar zones desconegudes, fer un examen detallat dels éssers vius i registrar i revisar dades tècniques. Els metges utilitzen el tricorder mèdic per ajudar a diagnosticar malalties i recopilar informació corporal sobre un pacient; la diferència clau entre aquest i un tricorder estàndard és un escàner d'alta resolució de mà desmuntable que s'emmagatzema en un compartiment del tricorder quan no s'utilitza. El tricorder d'enginyeria s'ajusta per a finalitats d'enginyeria de naus estel·lars. També hi ha moltes altres varietats menys utilitzades de tricorders d'ús especial.
La variant mèdica de la nau utilitza una "sonda sensora" desmuntable que s'emmagatzema al compartiment inferior quan no s'utilitza. La sonda, tot i que originalment es pensava que s'havia fabricat a partir d'un saler de recanvi, en realitat es va construir des de zero per a l'espectacle; els salers danesos cònics es van preparar per amanir-se i s'utilitzaven com a bisturís làser. La versió del segle XXIV introduïda a Star Trek: La nova generació és un model petit, gris i de mà amb un panell abatible per permetre una pantalla més gran. Aquest disseny es va refinar posteriorment amb un aspecte lleugerament més angular que es va veure a la majoria de pel·lícules de l'era La nova generació, així com a les temporades posteriors de Star Trek: Deep Space Nine i Voyager. A l'era posterior a La nova generació (Star Trek: Nemesis i Star Trek: Elite Force II ), es va introduir un tricorder més nou. És més pla, amb una petita solapa que s'obre a la part superior i una gran interfície pantalla tàctil.

## Producció
L'hèlix tricorder de la sèrie original Star Trek va ser dissenyat i construït per Wah Ming Chang, qui va crear diverses hèlixs futuristes sota contracte. Es considera que alguns dels seus dissenys van influir en dispositius electrònics de consum posteriors del món real. Per exemple, el seu comunicador va inspirar el desig de l'inventor del telèfon mòbil Martin Cooper de crear el seu propi dispositiu de comunicació mòbil. Moltes altres empreses van seguir aquest exemple i les rèpliques a mida real continuen sent articles de col·lecció populars avui dia. El tricorder de La nova generació es va inspirar inicialment en la calculadora científica HP-41C.

## "Tricorders reals"
Existeix programari per fer que els dispositius portàtils simulin un tricorder. Alguns exemples inclouen el Tricorder de Jeff Jetton per al PalmPilot; l'aplicació web per al Pocket PC, iPhone i iPod Touch; i una versió Android.

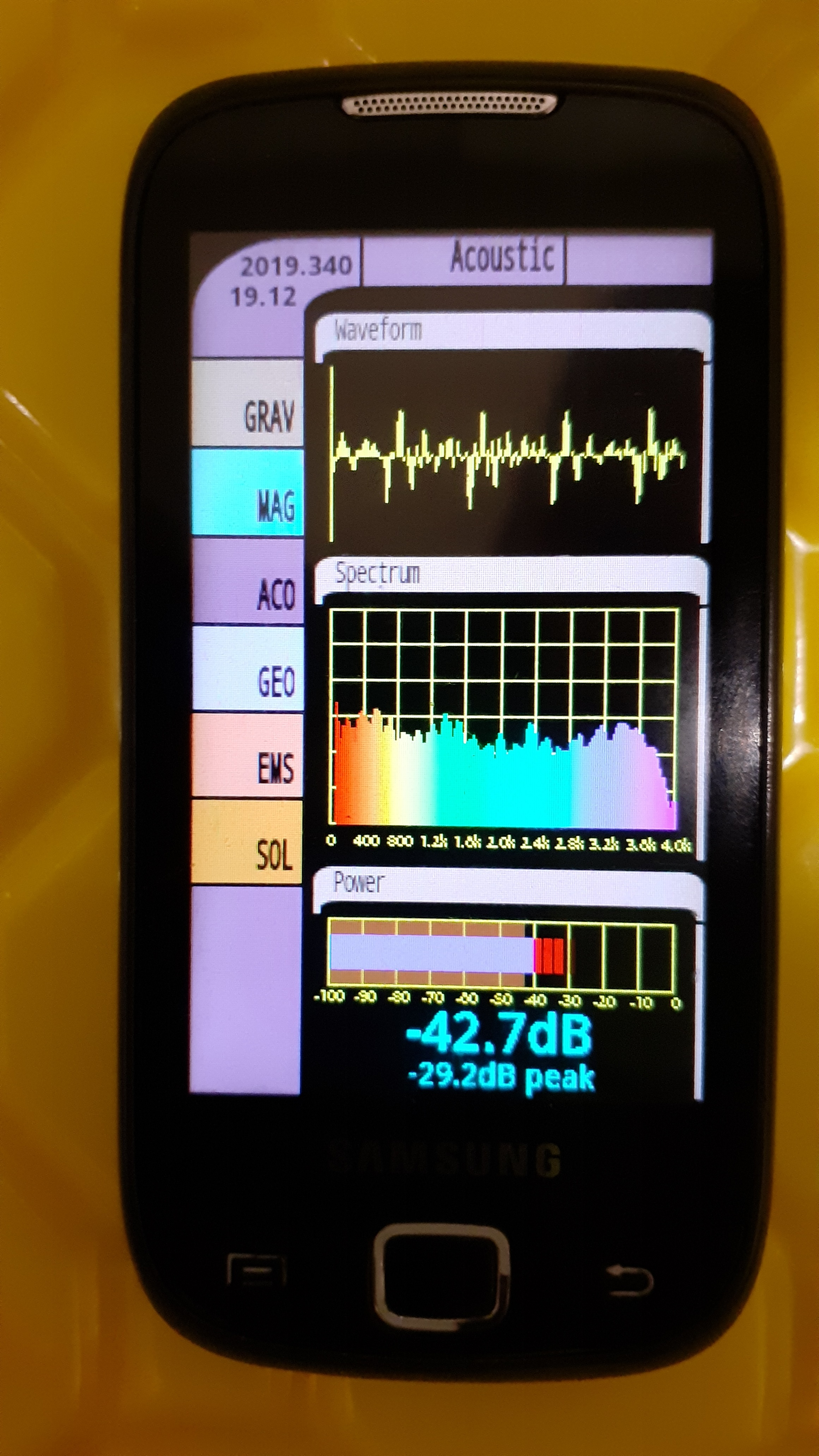
App imitant el tricorder per mesurar el soroll de les ones

Vital Technologies Corporation va vendre un dispositiu portàtil anomenat "Official Star-Trek Tricorder Mark 1" (formalment, el TR-107 Tricorder Mark 1) el 1996. Les seves característiques eren un "Mesurador de camp electromagnètic (EMF)", una "Estació meteorològica de dos modes" (termòmetre i baròmetre), un "colorímetre" (sense longitud d'ona indicada), un "exposímetre" i un "Rellotge i temporitzador estel·lar" (un rellotge i temporitzador). Els portaveus van afirmar que el dispositiu era un "instrument científic seriós". Vital Technologies va comercialitzar el TR-107 com una tirada limitada de 10.000 unitats abans de tancar, tot i que probablement se'n van fabricar moltes menys de 10.000. L'empresa va poder anomenar aquest dispositiu "tricorder" perquè el contracte de Gene Roddenberry incloïa un clàusula que permet a qualsevol empresa capaç de crear tecnologia funcional utilitzar el nom.
El febrer de 2007, investigadors de la Universitat Purdue van anunciar públicament el seu espectròmetre de masses portàtil (de la mida d'un maletí) basat en DESI, el Mini-10, que es pot utilitzar per analitzar compostos en condicions ambientals sense preparació prèvia de la mostra. Això també es va anunciar com a "tricorder".
El març de 2008 es va fundar l'empresa biotecnològica britànica QuantuMDx per desenvolupar el món primer laboratori d'ADN portàtil, un dispositiu de diagnòstic molecular al punt d'atenció que proporcionarà diagnòstic de malalties en menys de 15 minuts. El març de 2014, l'empresa va llançar una campanya de micromecenatge per donar suport als assajos clínics del dispositiu i per posar-li nom. Els col·laboradors i membres del públic van demanar que el dispositiu fos anomenat oficialment "Tricorder".
El maig de 2008, investigadors del Georgia Tech van anunciar públicament el seu dispositiu portàtil d'imatges multiespectrals, que ajuda a avaluar la gravetat d'una lesió sota la pell, inclosa la detecció d'úlceres per pressió, independentment de les condicions d'il·luminació o la pigmentació de la pell. L'endemà de l'anunci, llocs web de tecnologia, com Inside Tech i The Future of Things, van començar a comparar aquest dispositiu amb el tricorder de Star Trek.
El 10 de maig de 2011, la X Prize Foundation es va associar amb Qualcomm Incorporated per anunciar el Premi Tricorder X, un incentiu de 10 milions de dòlars per desenvolupar un dispositiu mòbil que pugui diagnosticar pacients tan bé o millor que un panell de metges certificats. El 12 de gener de 2012 el concurs es va inaugurar oficialment al Consumer Electronics Show de 2012 a Las Vegas. Entre els primers participants a la competició hi ha dues startups de Silicon Valley, Scanadu i Senstore, que va començar a treballar en el tricorder mèdic a principis del 2011. Entre les participants hi havia les de CloudDx i DMI, entre d'altres. El guanyador del concurs va ser Final Frontier Medical Devices, que ara es coneix com a Basil Leaf Technologies.
El 23 d'agost de 2011, l'aplicació tricorder de moonblink per a Android va rebre una notificació d'infracció dels drets d'autor pels advocats de CBS i Google la va eliminar de l'Android Market. El 5 de gener de 2012, es va tornar a posar com una nova aplicació al mercat d'Android, tot i que ja no està disponible.
El 2012, l'investigador de ciències cognitives Dr. Peter Jansen va anunciar haver desenvolupat un dispositiu informàtic mòbil de mà basat en el disseny del tricorder. Una versió que ampliava les capacitats originals per incloure espectroscòpia visible, detecció de radiació, imatges tèrmiques i detecció ambiental es va publicar com a maquinari de codi obert el 2014.
El 7 de desembre de 2020, l'investigador en genòmica Dr. Michael Schatz i el seu becari Aspyn Palatnick van publicar un article sobre la primera aplicació mòbil que permet a qualsevol persona estudiar l'ADN pràcticament a qualsevol lloc utilitzant un iPhone o iPad, que molts mitjans de comunicació van anomenar "tricorder d'ADN".
El 19 de febrer de 2022, la NASA va enviar el rHEALTH ONE, un analitzador biomèdic universal, considerat un dispositiu complet capaç de mesurar la majoria de les proves de laboratori comunes per a les condicions mèdiques dels vols espacials, a l'Estació Espacial Internacional.  Aquest va ser provat amb èxit per l'astronauta de l'ESA Samantha Cristoforetti el 13 i el 16 de maig de 2022. Va demostrar amb èxit la capacitat del dispositiu per prendre una petita gota de mostra (< 10 uL) i realitzar mesures en mostres preparades per la NASA per determinar el rendiment del dispositiu en òrbita. Es van registrar més de 100 milions de punts de dades en brut en cinc canals de detector diferents utilitzant dos làsers amb una lectura de minuts, convertint el rHEALTH ONE en l'analitzador biomèdic més potent mai provat a l'espai.

## Joguines i rèpliques
La primera rèplica del tricorder produïda en massa va aparèixer al set d'exploració Star Trek d'AMT el 1974, seguida poc després per una versió de la mida d'un palmell al cinturó utilitari Star Trek de Remco de 1975, que es va dimensionar i comercialitzar en nens petits amb l'esperança d'aprofitar  Star Trek: La sèrie animada que s'emetia a la televisió en aquell moment.
El primer tricorder de mida real va ser produït per Mego Corporation el 1976 i en realitat era un reproductor de cintes de casset fet per semblar un tricorder.A la dècada del 1990, Playmates, Playing Mantis i Master Replicas van produir en massa rèpliques de "Star Trek", fent que les rèpliques produïdes comercialment fossin assequibles per al fan mitjà per primera vegada. A la dècada del 2000, Art Asylum i més tard Diamond Select van produir rèpliques d'atrezzo del tricorder original.